# Puchar Pacyfiku w Boksie 2012
Wyniki zawodów bokserskich, które rozgrywane były w dniach: 4-7 października 2012 r., w ekwadorskim mieście Guayaquil. Była to szósta edycja ekwadorskiego turnieju.

## Medaliści
| Kategoria wagowa              | Złoto            | Srebro            | Brąz                               |
| Waga papierowa (-49 kg)       | Isaac Herrera    | Yubergen Martínez | Junior Roldan Robert Barrera       |
| Waga musza (-52 kg)           | Ceiber Ávila     | Gilmar González   | Hector Garcia                      |
| Waga kogucia (-56 kg)         | José Meza        | Víctor Julio      | Joel Solis Jesus Bravo             |
| Waga lekka (-60 kg)           | Miguel Garcia    | Julio Cortez      | Jhon Gutierrez Tyson Martinez      |
| Waga lekkopółśrednia (-64 kg) | Edwar Marriaga   | Luis Pico         | César Díaz Jonathan Herrera        |
| Waga półśrednia (-69 kg)      | Roberto Custodio | Luis Miranda      | Jermin Padilla Jorge Vivas         |
| Waga średnia (-75 kg)         | Marcos Quiroz    | Carlos Mina       | Leonardo Carillo Joseph Cherkashyn |
| Waga półciężka (-81 kg)       | Juan Carrillo    | Neller Obregon    | Guillermo Moreno Luis Ramirez      |
| Waga ciężka (-91 kg)          | Domingo Mina     | Francisco Ortiz   | Miguel Veliz Harold Caicedo        |
| Waga super ciężka (+91 kg)    | Jorge Quinones   | Pablo Vera        | Alexis Garcia Fernando Muñoz       |